# DKW E 206/200
Die DKW E 206 und DKW E 200 sind Motorräder der Zschopauer Motorenwerke J. S. Rasmussen. Die E 206 war das erste deutsche Motorrad, das in Fließbandfertigung montiert wurde.

## Technik

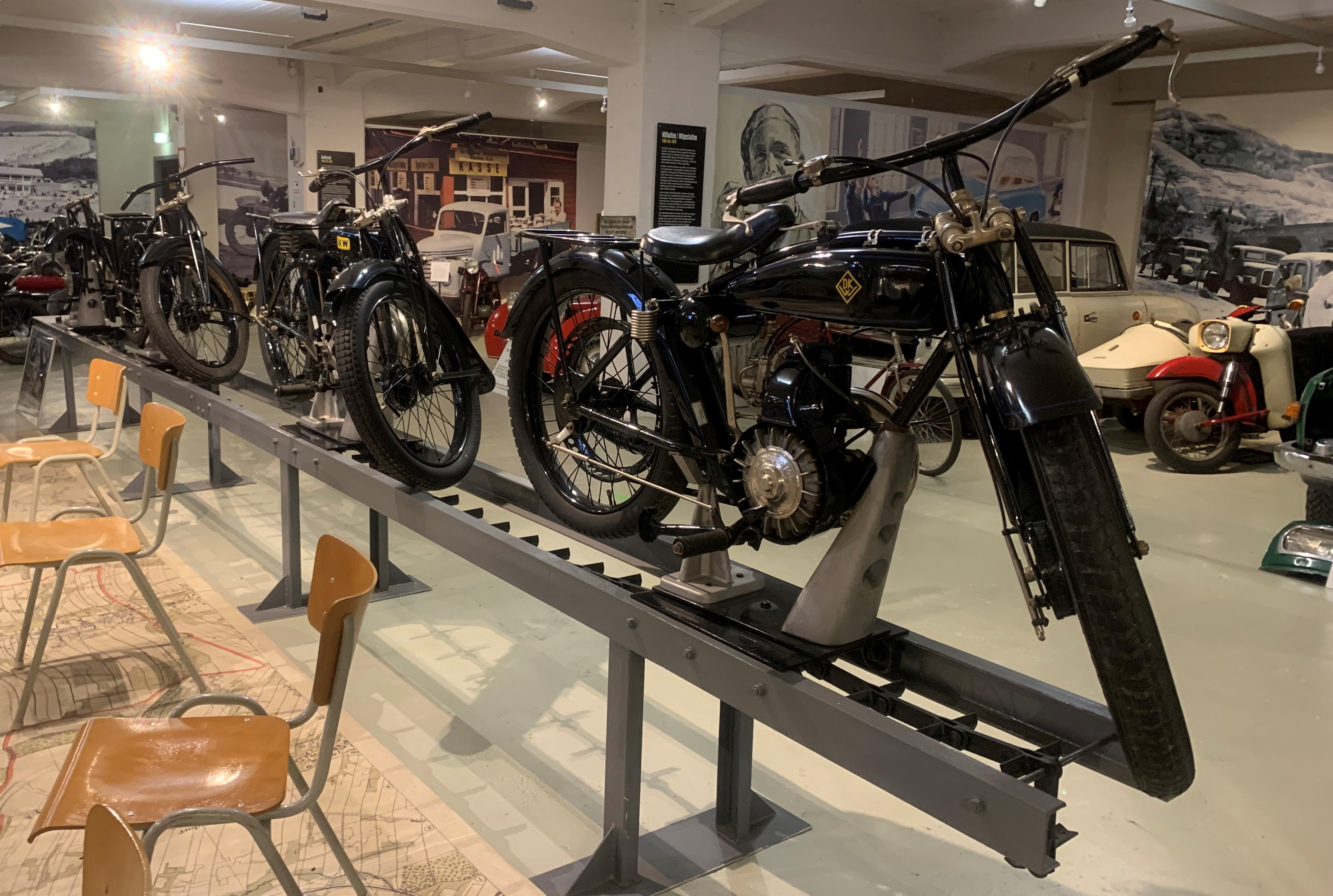
Im Museum für sächsische Fahrzeuge in Chemnitz nachgebautes Montagefließband mit 4 DKW-Modellen

Die Modelle haben einen unten offenen Rohrrahmen, in dem mittragend der Motor sitzt und den Rahmen „überbrückt“. Wie das Vorgängermodell DKW ZM sind die Motorräder mit Trittbrettern ausgerüstet. Zur Kraftübertragung auf das Hinterrad war wahlweise ein Riemen- oder Kettenantrieb lieferbar. Ab Werk hatte das Motorrad keine Beleuchtungsanlage; ab 1926 war beim Händler zum Aufpreis von 60 Reichsmark ein 6-Watt-Görtz-Scheinwerfer mit Zündlichtmagnet erhältlich. Ab dem Jahr 1927 war der Auspuffkrümmer mit einem Abdeckblech versehen. Die DKW war das erste Motorrad mit Ansaugluftfilter und einem Kolben aus Leichtmetall statt Grauguss. Der Vergaser Framo-E hatte einen Zentralschwimmer. Im Lauf der Produktionszeit gab es Anbauteile in unterschiedlichen Ausführungen. Das betrifft unter anderem Auspuff, Werkzeugkästen, Sattel und Kotflügel. Als Zubehör wurde im Handel ein Soziussitz angeboten.
Ab 1. April 1928 waren zwei- und dreirädrige Kraftfahrzeuge bis 200 cm³ Hubraum und 350 kg Höchstgewicht (bei Dreirädern) steuer- und führerscheinfrei, denn sie galten als Kleinkrafträder. Der Hersteller reagierte darauf prompt und reduzierte den Hubraum entsprechend geringfügig, was durch eine um 1 mm verkleinerte Bohrung erreicht wurde. Das ansonsten gleiche Modell wurde fortan unter der Bezeichnung DKW E 200 vertrieben. Für die bis dahin rund 35.000 Mal produzierte E 206 bot DKW Umrüstsätze an.
Nach Angaben des Autors Frank Rönicke sollen die Motorräder auch in den Hubraumklassen 125 und 175 cm³  erhältlich gewesen sein.
|                       | E 206                                                   | E 200                                                   |
| --------------------- | ------------------------------------------------------- | ------------------------------------------------------- |
| Baujahre              | 1925–1928                                               | 1928–1929                                               |
| Motor                 | gebläsegekühlter Einzylinder-Zweitaktmotor, Kickstarter | gebläsegekühlter Einzylinder-Zweitaktmotor, Kickstarter |
| Steuerung             | Schlitzsteuerung                                        | Schlitzsteuerung                                        |
| Ladungswechsel        | Querstromspülung                                        | Querstromspülung                                        |
| Hubraum               | 205,9 cm³                                               | 199,5 cm³                                               |
| Bohrung × Hub         | 64 × 64 mm                                              | 63 × 64 mm                                              |
| Nennleistung          | 4 PS (2,9 kW)                                           | 4 PS (2,9 kW)                                           |
| Vergaser              | Framo, Framo-E                                          | Framo-E                                                 |
| Schmierung            | Zweitaktgemisch 1 : 9                                   | Zweitaktgemisch 1 : 9                                   |
| Getriebe              | 2-Gang-Getriebe mit Zahnrädern im Kurbelgehäuse (a)     | 2-Gang-Getriebe mit Zahnrädern im Kurbelgehäuse (a)     |
| Endantrieb            | wahlweise Riemen oder Kette                             | wahlweise Riemen oder Kette                             |
| Rahmenbauart          | Rohrrahmen, unten offen                                 | Rohrrahmen, unten offen                                 |
| Radaufhängung vorn    | Pendelgabel                                             | Pendelgabel                                             |
| Radaufhängung hinten  | Starrrahmen                                             | Starrrahmen                                             |
| Bremsen               | Innenbackenbremsen vorn und hinten                      | Innenbackenbremsen vorn und hinten                      |
| Leergewicht           | 75 kg                                                   | 75 kg                                                   |
| Höchstgeschwindigkeit | 70 km/h                                                 | 70 km/h                                                 |
| Stückzahl             | 49.000                                                  | 19.200                                                  |